# 安信地板
安信地板是中華人民共和國一家地板生產企業，總部位於上海。

## 历史
成立於1994年。當時創始人盧偉光在溫州開設了一家名為「安信」的地板店。1997年就在上海青浦開設工廠，從經銷商擴張至地板生產領域。現今安信地板在上海青浦和江蘇蘇州有2個木材加工基地。2006年5月，安信地板獲得凱雷集團投資。不過安信地板多次被爆出有質量問題，甚至被質疑品質不如三無品牌。

## 外部連結
- 官方网站